# Kẹo nougat
Kẹo nougat là một loại kẹo làm từ đường hoặc mật ong, thêm các loại hạt nướng chín (như hạnh đào, óc chó, hồ trăn, hạt phỉ hay mắc ca), lòng trắng trứng đánh đều, đôi khi có thêm hoa quả ướp đường thái nhỏ. Nó dẻo và thường được thêm vào làm thành phần phụ trong nhiều loại kẹo, sô-cô-la khác nhau.

## Hình ảnh

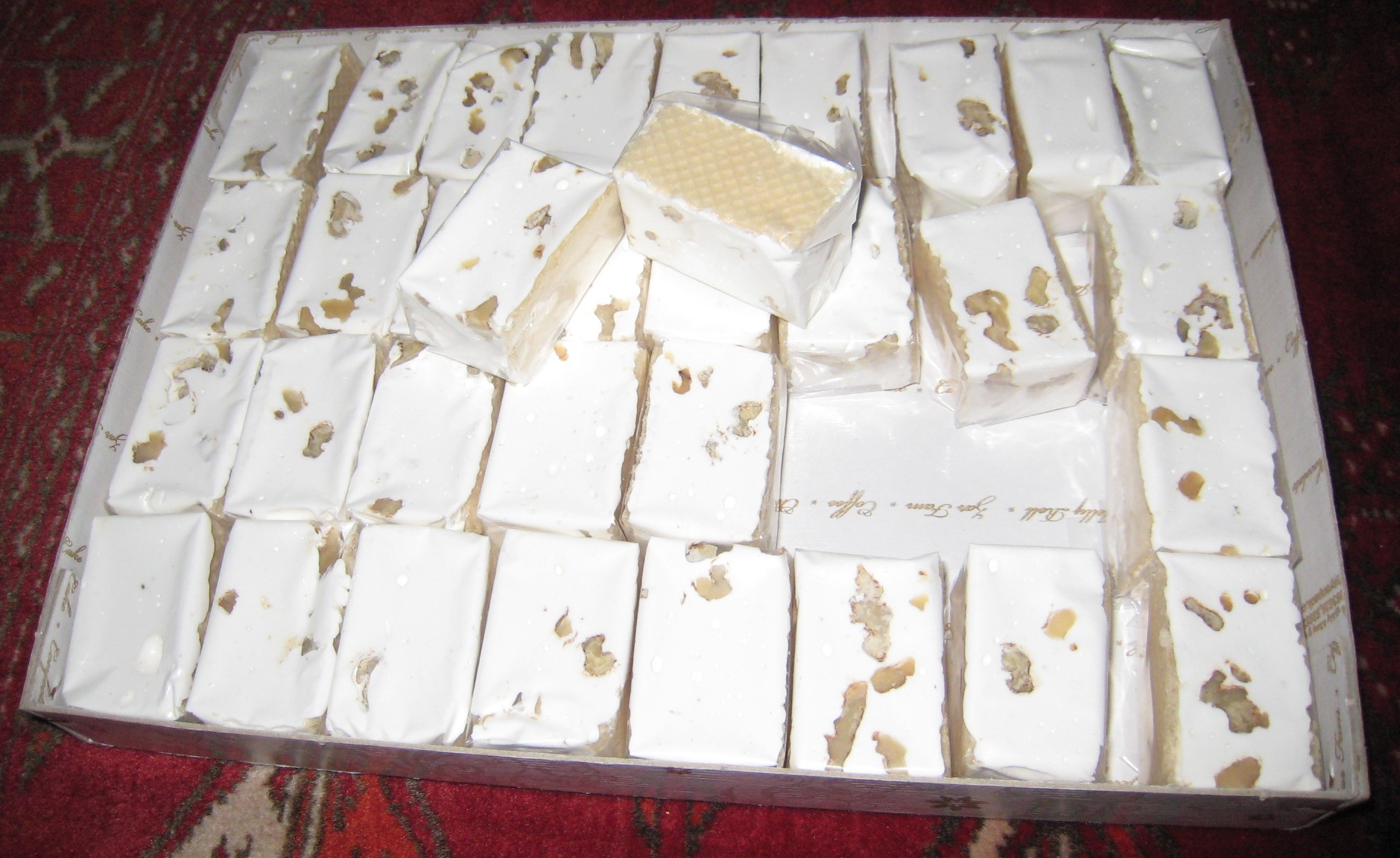
Kẹo nougat tại Tabriz
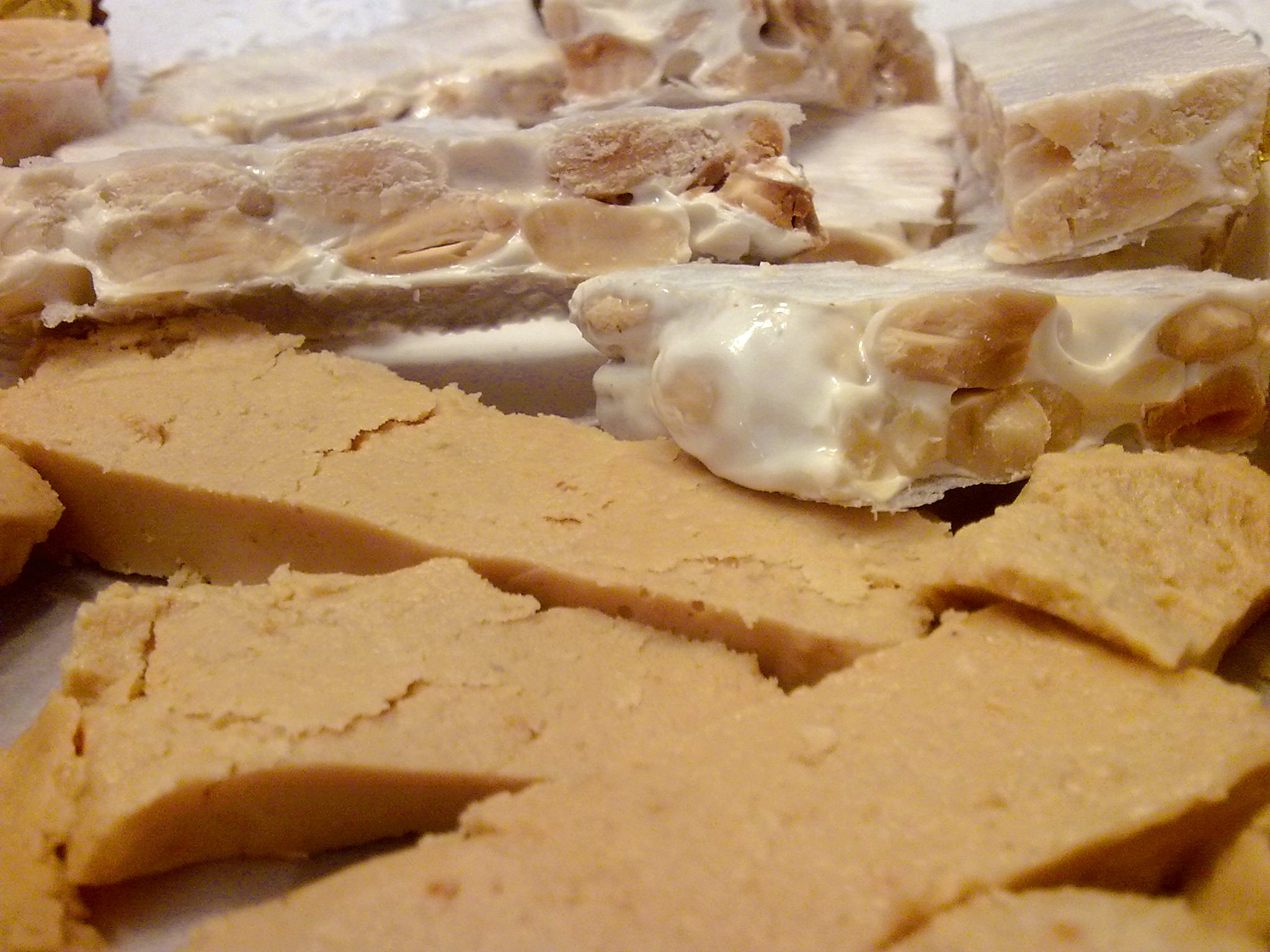
Kẹo turrón
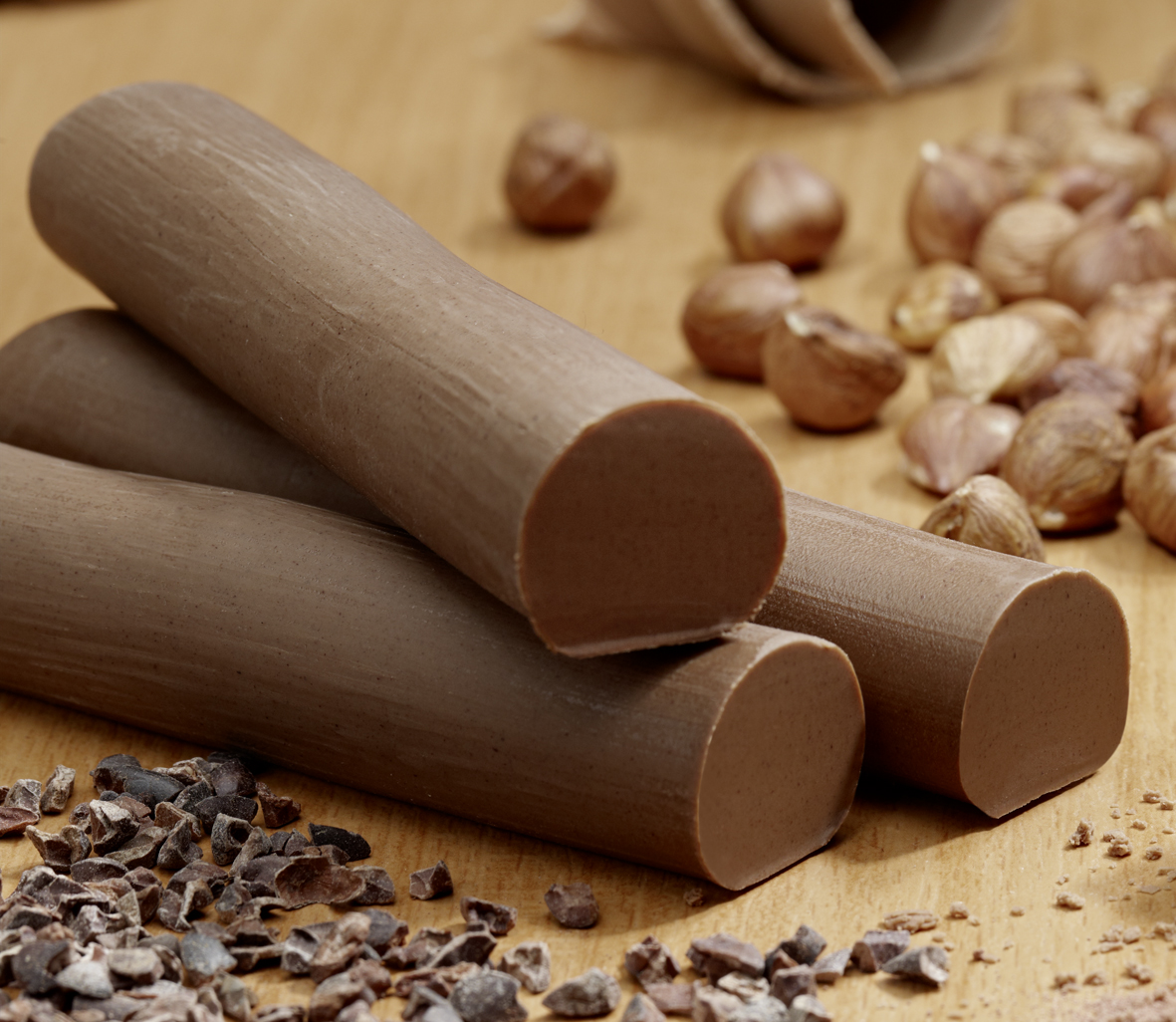
Kẹo nougat Đức